# Dysdera concinna
Dysdera concinna är en spindelart som beskrevs av Ludwig Carl Christian Koch 1878. Dysdera concinna ingår i släktet Dysdera och familjen ringögonspindlar. Inga underarter finns listade i Catalogue of Life.